# Хейді Лонг
Хейді Лонг (29 листопада 1996 , Гіллінгдонd, Великий Лондон ) — британська веслувальниця, бронзова призерка Олімпійських ігор 2024 року, чемпіонка світу та Європи.

## Виступи на Олімпіадах
| Олімпіада  | Дисципліна | Місце |
| ---------- | ---------- | ----- |
| Париж 2024 | вісімки    | 3     |

## Зовнішні посилання
- Хейді Лонг на сайті World Rowing (англійська)
- Хейді Лонг на сайті Olympics.com (англійська)
- Хейді Лонг на сайті British Olympic Association (англійська)